# Iannes e Iambres
Iannes e Iambres sono i nomi attribuiti da San Paolo (2 Timoteo 3,8-9) ai maghi d'Egitto che davanti al faraone tentarono di rivaleggiare - ricorrendo alle loro stregonerie - con Mosè e Aronne, realmente dotati dal Signore di poteri sovrannaturali. 

## Storia
L'Apostolo trasse questi nomi dai targum o da altri scritti giudaici del I secolo e non dal testo dell'Esodo che non ne cita alcuno. Paolo paragona Iannes e Iambres agli eretici “dalla mente corrotta” che “si oppongono alla verità” e annuncia che i loro errori appariranno tali ben presto agli occhi di tutti, come divenne manifesta l'inutilità della opposizione dei maghi di un tempo agli autentici portavoce di Dio.
Sappiamo dell'esistenza di un testo apocrifo dell'Antico Testamento, denominato "Libro di Iannes e Iambres".